# Rhinella major
Rhinella major é uma espécie de anfíbio da família Bufonidae. Ocorre na Argentina, Brasil, Paraguai e Bolívia; e possivelmente no Peru e Colômbia.
Considerada como sinônimo de Rhinella granulosa foi revalidada à categoria de espécie distinta em 2009.